# Faverolles-en-Berry
Faverolles-en-Berry (bis 2017: Faverolles) ist eine Ortschaft und eine ehemalige französische Gemeinde  mit 324 Einwohnern (Stand: 1. Januar 2022) im Département Indre in der Region Centre-Val de Loire. Sie gehörte zum Kanton Valençay im Arrondissement Châteauroux. Die Einwohner werden Faverollais genannt.
Mit Wirkung vom 1. Januar 2019 wurden die früheren Gemeinden Villentrois und Faverolles-en-Berry zur Commune nouvelle Villentrois-Faverolles-en-Berry zusammengeschlossen und haben dort den Status einer Commune déléguée. Der Verwaltungssitz befindet sich im Ort Villentrois.

## Geographie
Faverolles liegt etwa 55 Kilometer nordnordwestlich von Châteauroux.
Sie grenzt im Norden an Châteauvieux, im Osten an Villentrois, im Süden an Luçay-le-Mâle sowie im Westen  an Nouans-les-Fontaines.

## Bevölkerungsentwicklung
| Jahr                      | 1962 | 1968 | 1975 | 1982 | 1990 | 1999 | 2006 | 2013 |
| ------------------------- | ---- | ---- | ---- | ---- | ---- | ---- | ---- | ---- |
| Einwohner                 | 748  | 688  | 551  | 444  | 411  | 379  | 350  | 348  |
| Quelle: Cassini und INSEE |      |      |      |      |      |      |      |      |

## Sehenswürdigkeiten
- Kirche Notre-Dame

## Persönlichkeiten
- Benjamin Rabier (1864–1939), Zeichner und Illustrateur